# 西昌北站
西昌北站（站牌上彝文站名写作ꀒꎂꒈꀑ/op rro yyx o）是一个成昆线上的铁路车站，位于四川省凉山彝族自治州西昌市安宁镇，建于1970年，目前为四等站，邮政编码为615013。目前不办理客运业务，货运仅办理专用线运输以及西南货运快运列车的装卸作业。车站设有一条通往中央储备粮西昌直属库的专用线。